# 2894 Kakhovka
2894 Kakhovka este un asteroid din centura principală, descoperit pe 27 septembrie 1978 de Liudmila Cernîh.